# 岩本繊維

岩本繊維株式会社（いわもとせんいかぶしきがいしゃ、英: Iwamoto Senni Co., Ltd）は京都市西京区に本社を置く、寝装品メーカー。主な製品は布団カバー、シーツ、パジャマ、ルームウェア、施設館内着、ユニフォーム、マスクなどである。

## 事業内容

### 寝装品
布団カバー、シーツ、枕カバーなどを手掛ける。

### 衣料品
パジャマ、ルームウェア、宿泊施設館内着、ユニフォーム、マスクなどを手掛ける。

## 沿革
- 1948年 - 岩本清一により京都市西京区桂上野に岩本縫工所を創業
- 1973年 - 岩本孝彦により岩本繊維株式会社を設立
- 2011年 - 滋賀工場開設

## 会社概要
布団カバー、シーツなどの寝装品、パジャマ、ルームウェアなどの衣料品の製造販売を行っている。
海外の生産や拠点はなく、京都と滋賀に自社縫製工場を所有し、在庫品を持たない完全受注生産のスタイルをとっている。
2021年 経済産業省「はばたく中小企業・小規模事業者300社」受賞
映画「ヒキタさん！ ご懐妊ですよ」（2019年公開）に衣装提供

## 事業所
- 京都本社工場 - 〒615-8002　京都府京都市西京区桂上野中町76番地
- 滋賀村山工場 - 〒527-0174　滋賀県東近江市大萩町198番地

## 商品
ガーゼなどの天然繊維の生地を中心とした布団カバー、シーツ、パジャマ。
主要販売先
- 一般消費者
- 寝具専門店、家具専門店などの小売店
- 旅館、ホテルなどの宿泊施設

## インタビュー
- 自社EC自動集客サービス「EC Booster」導入事例インタビュー[4]
- 「future shop」アパレルEC成功事例インタビュー[5]